# Lidia (prenume)
Lidia este un prenume feminin care reproduce numele grecesc Lydia, utilizat de Sofocle în tragedia Trahinienele și mai apoi răspândit în epoca creștină. La început, prenumele desemna originea locală a purtătoarei, care de obicei era o sclavă. Lydia este un nume identic cu denumirea unui stat sclavagist din vestul Asiei Mici, care a fost ocupat de perși în anul 547 î.Hr. Din limba latină, numele a fost împrumutat în mai toate colțurile Europei. El a fost purtat de o creștină din Macedonia, care este amintită și în Noul Testament - prima creștină din Filipi, o colonie romană din Macedonia, din vechea Grecie, care este considerată prima comunitate creștina din Europa.